# 小行星7097
小行星7097（英語：7097 Yatsuka）是一颗围绕太阳公转的小行星。1993年10月8日，安部裕史、S. Miyasaka在八束郡发现了此天体。
这颗小行星的绝对星等为324.6222859708719等。